# King Hussein Air Base
King Hussein Air Base är en flygplats i Jordanien.   Den ligger i guvernementet Mafraq, i den norra delen av landet, 50 km nordost om huvudstaden Amman. King Hussein Air Base ligger 682 meter över havet.
Terrängen runt King Hussein Air Base är platt. Runt King Hussein Air Base är det ganska tätbefolkat, med 67 invånare per kvadratkilometer. Närmaste större samhälle är Mafraq, 5,0 km väster om King Hussein Air Base. Trakten runt King Hussein Air Base är ofruktbar med lite eller ingen växtlighet.